# Schweinebach (Isny im Allgäu)
Schweinebach (westallgäuerisch Schwinəbach) ist ein Wohnplatz der Stadt Isny im Allgäu im Teilort Neutrauchburg im Landkreis Ravensburg.

## Geographie

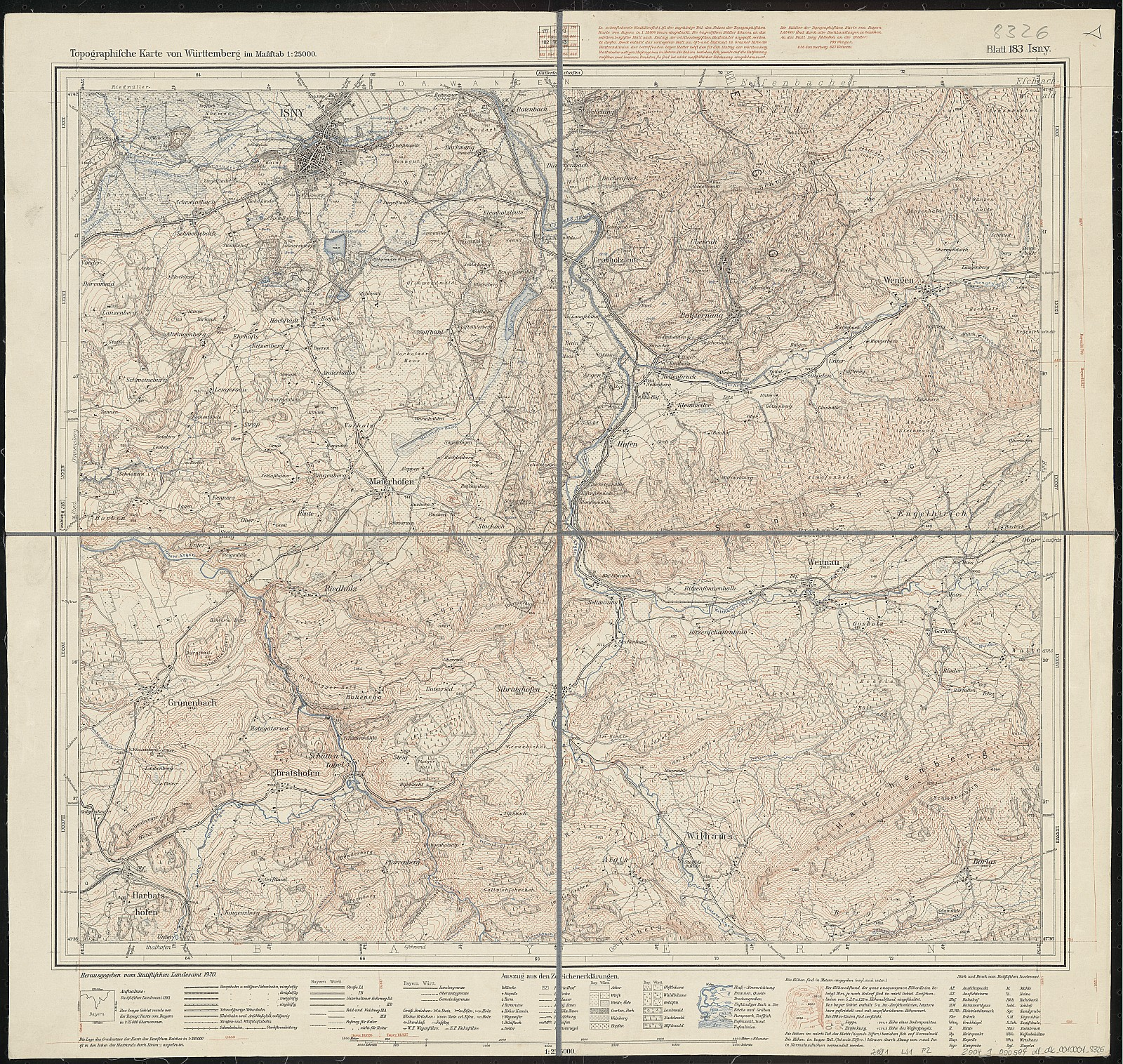
Messtischblatt Nr. 8326 „Isny“ von 1920 mit dem Wohnplatz Schweinebach, im Blattabschnitt links oben

Schweinebach liegt in der Region Westallgäu an der Bundesstraße 12, die den Ort teilt. Der südliche Teil (⊙) ist ein Weiler der bayerischen Gemeinde Maierhöfen, der nördliche Teil (⊙) ist ein Weiler in der württembergischen Stadt Isny im Allgäu auf der Gemarkung Neutrauchburg.

## Geschichte
Schweinebach wurde erstmals im Jahr 1345 als Swinobach erwähnt. Der Ortsname setzt sich aus dem mittelhochdeutschen Bestimmungswort swin für Schwein sowie dem Grundwort -bach zusammen und bedeutet (Siedlung am) Bach, an dem Schweine leben. Es handelte sich um Fallehengüter des Klosters Isny. Ab 1491 gehörte Schweinebach zur Stadt Isny. Auf dem Messtischblatt Nr. 8326 „Isny“ von 1920 war der Ort bereits beidseitig der heutigen Bundesstraße 12 als Schweinebach mit insgesamt etwa einem Dutzend Gebäuden verzeichnet. Der Wohnplatz kam als Teil der ehemals selbständigen Gemeinde Neutrauchburg am 1. Juli 1972 zur Stadt Isny im Allgäu.